# Astragalus dendroproselius
Astragalus dendroproselius es una especie de planta del género Astragalus, de la familia de las leguminosas, orden Fabales.

## Distribución
Astragalus dendroproselius se distribuye por Irak.

## Taxonomía
Fue descrita científicamente por Rech. fil. Fue publicada en Anz. Akad. Wiss. Wien, Math.-Naturwiss. Kl. 55: 242 (1969).